# Чемпионат Латвии по баскетболу
Чемпионат Латвии по баскетболу, Латвийская баскетбольная лига (ЛБЛ) (латыш. Latvijas Basketbola līga (LBL)) — ежегодный турнир, в котором принимают участие лучшие клубы страны. Первый чемпионат разыгран в 1992 году. С 1992 года по 1999 год чемпионом Латвии неизменно становился рижский «БК Броцени», затем, с 2000 года по 2006 год, семикратным чемпионом являлся «Вентспилс». Затем чемпионское звание по разу завоёвывали рижские клубы «АСК» и «БК Баронс/ЛМТ». В 2009 году на престол вернулся «Вентспилс», сравнявшийся по количеству титулов с «БК Броцени». В сезоне 2018 «Вентспилс» завоевал свой 10-й титул.

## Форма проведения
Форма проведения чемпионата Латвии неоднократно менялась. По сути, каждый год происходят те или иные организационные изменения. Обычно чемпионат ЛБЛ проводится в трёх дивизионах — 1-м (латыш. LBL1), 2-м (латыш. LBL2) и 3-м (латыш. LBL3). Количество команд в 1-м дивизионе колеблется от пяти до девяти. По окончании регулярного первенства проводится плей-офф. Финал четырёх не проводится — все серии вплоть до финальной проходят до двух - четырёх побед на площадках обоих соперников. Худшая команда 1-го дивизиона выбывает во 2-й дивизион.

## Чемпионат Латвии иБалтийская баскетбольная лига
Все команды, выступающие в 1-м дивизионе ЛБЛ, одновременно участвуют и в первенстве Балтийской баскетбольной лиги (ББЛ). Четыре лучших — в Элитном дивизионе, остальные — в так называемом Кубке вызова (2-й дивизион). Высшее достижение латвийских клубов в ББЛ — 3-е место в 2007 (Вентспилс) и 2008 г. (АСК, Рига).
C 2018 года чемпионат Латвии и Эстонии объединились в Латвийско-эстонскую баскетбольную лигу.

## Чемпионы
| Сезон | Клуб            |
| ----- | --------------- |
| 2024  | ВЭФ (Рига)      |
| 2023  | ВЭФ (Рига)      |
| 2022  | ВЭФ (Рига)      |
| 2021  | ВЭФ (Рига)      |
| 2020  | ВЭФ (Рига)      |
| 2019  | ВЭФ (Рига)      |
| 2018  | Вентспилс       |
| 2017  | ВЭФ (Рига)      |
| 2016  | Валмиера        |
| 2015  | ВЭФ (Рига)      |
| 2014  | Вентспилс       |
| 2013  | ВЭФ (Рига)      |
| 2012  | ВЭФ (Рига)      |
| 2011  | ВЭФ (Рига)      |
| 2010  | Баронс (Рига)   |
| 2009  | Вентспилс       |
| 2008  | Баронс (Рига)   |
| 2007  | АСК (Рига)      |
| 2006  | Вентспилс       |
| 2005  | Вентспилс       |
| 2004  | Вентспилс       |
| 2003  | Вентспилс       |
| 2002  | Вентспилс       |
| 2001  | Вентспилс       |
| 2000  | Вентспилс       |
| 1999  | Броцени/ЛМТ     |
| 1998  | АСК Броцени/ЛМТ |
| 1997  | АСК Броцени/ЛМТ |
| 1996  | АСК Броцени     |
| 1995  | СВХ/Броцени     |
| 1994  | СВХ/Броцени     |
| 1993  | БК Броцени      |
| 1992  | Броцени/Парэйр  |

## Участники сезона-2016/17 г.
| - ВЭФ (Рига) - Вентспилс - Валмиера - Екабпилс - Лиепая - Баронс/ЛДз - Юрмала/Феникс - Огре - Латвийский университет - Валка/Валга | - BK Ķekava - BK Jelgava/BJSS - OC Limbaži - BK Saldus - Ventspils Augstskola - VEF skola - Rīga/Rīdzene - RSU - Valmiera Glass VIA - RTU - Gulbenes Buki/BJSS - LU/ BS Rīga - DSN /Sporta bode - Madona/BJSS - BA Turība - Mārupes SC - Ogre/ Kumho Tyre-2 - Līvāni - Valmiera /ORDO-2 - Jēkabpils-2 - BJBS Rīga | - Valmiera Glass VIA - BK Dartija - BK Jaunpils - Pārdaugava/ Turība - SK Rūjiena - Rugāju SC - Daugavpils novads - Alūksne/ BJSS - Ezerzeme/ Rēzekne - Carnikava - SC Mēmele/ Bauskas BJSS - BK Salacgrīva - Dārznieks/Cēsu sporta sk. - BK Krāslava - Saulkrasti - BJBS Rīga |